# Gorāzān
Gorāzān (persiska: گرازان) är en ort i Iran.   Den ligger i provinsen Khorasan, i den östra delen av landet, 800 km öster om huvudstaden Teheran. Gorāzān ligger 1 677 meter över havet och antalet invånare är 170.
Terrängen runt Gorāzān är kuperad åt sydost, men åt nordväst är den platt. Runt Gorāzān är det glesbefolkat, med 11 invånare per kvadratkilometer. Närmaste större samhälle är Khoshk, 9,2 km sydväst om Gorāzān. Omgivningarna runt Gorāzān är i huvudsak ett öppet busklandskap.